# Claino con Osteno
Claino con Osteno est une commune de la province de Côme dans la région Lombardie en Italie.

## Administration
| Période                                  | Période  | Identité           | Étiquette | Qualité |
| ---------------------------------------- | -------- | ------------------ | --------- | ------- |
| 14 juin 2004                             | En cours | Aurelio Bernasconi |           |         |
| Les données manquantes sont à compléter. |          |                    |           |         |

### Hameaux
Barclaino

### Communes limitrophes
Laino, Ponna, Porlezza, Ramponio Verna, Valsolda